# Humbert II van Savoye
Humbert II (ca. 1072 - Moûtiers, 14 oktober 1103), bijg. de Sterke of de Dikke, was de zesde graaf van Savoye. 
Humbert was de enige zoon van graaf Amadeus II van Savoye en Johanna van Genève. In 1080 overleed zijn vader en werd Humbert graaf van Savoye, hertog van Turijn, Valle d'Aosta en Susa (Italië), heer van Maurienne, Tarentaise en de Chablais. Omdat hij nog maar amper acht jaar was, trad zijn grootmoeder Adelheid van Susa op als regentes. Na haar dood in 1091 verloor Humbert wel zijn Italiaanse bezittingen, met uitzondering van Susa.
Humbert concentreerde zich op de consolidatie van zijn resterende gebieden. Hij organiseerde het bestuur rondom een stelsel van burggraafschappen. Humbert brak samen met zijn vazallen de macht van aartsbisschop Heraclius van de Tarentaise. Wel moest hij na zware gevechten delen van zijn bezit in de Piëmont opgeven aan lokale edelen.
Humbert stichtte de abdij van Saint-Jean-d'Aulps in 1094 en deed in datzelfde jaar een schenking aan de Mariakerk van Ivrea. In 1101 bezocht hij Rome. Hunbert is begraven in de kathedraal van Moûtiers.
Humbert was gehuwd met Gisela van Bourgondië, dochter van graaf Willem I van Bourgondië, zuster van paus Callixtus II, en werd vader van:
- Adelheid (-1154), in 1115 gehuwd met koning Lodewijk VI van Frankrijk (1081-1137) en in 1141 met Mattheus I van Montmorency
- Amadeus III van Savoye (1094-1148), zijn opvolger
- Willem (ovl ca. 1131), tegenbisschop van Luik
- Humbert (ovl 1131)
- Guido, abt van Namen, kanunnik van Sint-Lambertus in Luik
- Reinoud, prior van Saint-Maurice in Aosta
- mogelijk Agnes, gehuwd met Archimbald VII van Bourbon.

## Voorouders
| Voorouders van Humbert II van Savoye (1072-1103) | Voorouders van Humbert II van Savoye (1072-1103)                   | Voorouders van Humbert II van Savoye (1072-1103)                   | Voorouders van Humbert II van Savoye (1072-1103)                         | Voorouders van Humbert II van Savoye (1072-1103)                         | Voorouders van Humbert II van Savoye (1072-1103)                   | Voorouders van Humbert II van Savoye (1072-1103)                   | Voorouders van Humbert II van Savoye (1072-1103)                            | Voorouders van Humbert II van Savoye (1072-1103)                            |
| ------------------------------------------------ | ------------------------------------------------------------------ | ------------------------------------------------------------------ | ------------------------------------------------------------------------ | ------------------------------------------------------------------------ | ------------------------------------------------------------------ | ------------------------------------------------------------------ | --------------------------------------------------------------------------- | --------------------------------------------------------------------------- |
| Overgrootouders                                  | Humbert Withand (980-1047/48) ∞ Auxilia van Lenzburg (-)           | Humbert Withand (980-1047/48) ∞ Auxilia van Lenzburg (-)           | Manfred II Olderik van Turijn (980-1034/35) ∞ Bertha van Este (990-1037) | Manfred II Olderik van Turijn (980-1034/35) ∞ Bertha van Este (990-1037) | Albert van Genève (960-1001) ∞ 990 Eldegarde (-)                   | Albert van Genève (960-1001) ∞ 990 Eldegarde (-)                   | Boudewijn III van Vlaanderen (940-962) ∞ 961 Mathilde van Saksen (942-1008) | Boudewijn III van Vlaanderen (940-962) ∞ 961 Mathilde van Saksen (942-1008) |
| Grootouders                                      | Otto van Savoye (1021-1059) ∞ Adelheid van Susa (1014/20-1091)     | Otto van Savoye (1021-1059) ∞ Adelheid van Susa (1014/20-1091)     | Otto van Savoye (1021-1059) ∞ Adelheid van Susa (1014/20-1091)           | Otto van Savoye (1021-1059) ∞ Adelheid van Susa (1014/20-1091)           | Gerold I van Genève (990-1023) ∞ Bertha van Vlaanderen? (-)        | Gerold I van Genève (990-1023) ∞ Bertha van Vlaanderen? (-)        | Gerold I van Genève (990-1023) ∞ Bertha van Vlaanderen? (-)                 | Gerold I van Genève (990-1023) ∞ Bertha van Vlaanderen? (-)                 |
| Ouders                                           | Amadeus II van Savoye (1048-1080) ∞ Johanna van Genève (1050-1095) | Amadeus II van Savoye (1048-1080) ∞ Johanna van Genève (1050-1095) | Amadeus II van Savoye (1048-1080) ∞ Johanna van Genève (1050-1095)       | Amadeus II van Savoye (1048-1080) ∞ Johanna van Genève (1050-1095)       | Amadeus II van Savoye (1048-1080) ∞ Johanna van Genève (1050-1095) | Amadeus II van Savoye (1048-1080) ∞ Johanna van Genève (1050-1095) | Amadeus II van Savoye (1048-1080) ∞ Johanna van Genève (1050-1095)          | Amadeus II van Savoye (1048-1080) ∞ Johanna van Genève (1050-1095)          |